# Doña Diabla (película)
Doña Diabla es una película dramática mexicana de 1950, dirigida por Tito Davison y protagonizada por María Félix, Perla Aguiar, Gloria Mange y Rebeca Iturbide. Ésta es la primera película en la que Rebeca Iturbide aparece como extra; está basada en una obra homónima escrita por Luis Fernández Ardavín, y fue seleccionada para competir en el Festival de Cine de Cannes de 1951.

## Sinopsis
La belleza de Ángela (María Félix) provoca que varios hombres se obsesionen con ella. Divorciada de Esteban (Crox Alvarado), un cínico oportunista, sin escrúpulos que sólo pretendía usarla. A raíz del desengaño, Ángela decide volverse dura y consagrar su vida a vengarse de los hombres. De esta manera adquiere el mote de "Doña Diabla".
Su hija Angélica (Perla Aguiar) ignora la vida que lleva su madre. La joven se enamora de un rufián llamado Adrián (Víctor Junco), quien le revela que su madre es "Doña Diabla". Angélica se fuga con él. Para salvar a su hija de la influencia de Adrián, Ángela le mata y se entrega a la Justicia.

## Reparto
- María Félix	....	Ángela "Doña Diabla"
- Víctor Junco	....	Adrián Villanueva
- Crox Alvarado	....	Esteban de la Guardia
- José María Linares Rivas	....	licenciado Octavio Sotelo Vargas
- Perla Aguiar	....	Angélica
- Dalia Íñiguez	....	Gertrudis
- Luis Beristáin	....	cura
- José Baviera	....	Solar Fuentes
- Beatriz Ramos	....	Carmela
- Isabel del Puerto	....	Clara Valdepeña
- Diego Garaya      ....    Don Fernando Villanueva
- Gloria Mange	....	Gloria, cigarrera
- Rebeca Iturbide	....	modelo
- Pastora Soler	....	gitana cantaora y adivina
- Ramón Gay	....	invitado en la fiesta
- Turanda	....	bailarina
- Irma Dorantes	....	extra

## Premios y reconocimientos
Premio Ariel (1951)
| Categoría                   | Persona                   | Resultado |
| --------------------------- | ------------------------- | --------- |
| Mejor Película              | Mejor Película            | Nominada  |
| Mejor Actriz                | María Félix               | Ganadora  |
| Mejor Coactuación Masculina | José María Linares Rivas  | Nominado  |
| Mejor Guion Adaptado        | Edmundo Báez Tito Davison | Nominados |
| Mejor Edición               | Rafael Ceballos           | Nominado  |
| Mejor Sonido                | Rodolfo Benítez           | Nominado  |